# نحل قبرصي
نحل هذة السلالة يعيش في جزيرة قبرص ويميزه اللون البرتقالي للحلقات البطنية الأربعة الأولي وقاعدة الصدر بها درع أصفر هلالي وهذا الدرع هو أكثر ما يميز هذة السلالة عن غيرها، والنحل القبرصي أكبر حجماً من النحل المصري والملكة فيه نشيطة وهو جماع للعسل ويتحمل الظروف القاسية ولا يميل إلي التطريد ولكنه يتصف بشدة شراسته وهذا ما قلل انتشار تربيته .